# Tumuli sepolcrali della cultura Dilmun
I tumuli sepolcrali della cultura Dilmun, costruiti tra il 2050 e il 1750 a.C., si estendono su 21 siti archeologici nella parte occidentale dell'isola di Bahrein. Sei di questi siti sono campi di tumuli, costituiti da poche decine ad alcune migliaia di tumuli. In tutto ci sono 11.774 tumuli, originariamente sotto forma di basse torri cilindriche. Gli altri 15 siti includono 17 tumuli reali, costruiti come torri sepolcrali a due piani. I tumuli funerari testimoniano la prima civiltà  Dilmun, attorno al II millennio a.C., durante il quale il Bahrain divenne un centro commerciale, la cui prosperità permise agli abitanti di sviluppare un'elaborata tradizione di sepoltura applicabile all'intera popolazione. Queste tombe illustrano caratteristiche uniche a livello globale, non solo in termini di numero, densità e scala, ma anche in termini di dettagli, ad esempio camere di sepoltura dotate di alcove.
Dal 2019 questi siti sono inseriti nell'elenco dei Patrimoni dell'umanità dell'UNESCO.

## I luoghi del sito seriale
| Numero   | Sito                                            | Area (ha)                           | Coordinate            | Immagine |
| -------- | ----------------------------------------------- | ----------------------------------- | --------------------- | -------- |
| 1542-001 | Madinat Hamad 1 Burial Mound Field (Buri)       | bene: 12,19 zona cuscinetto: 191,88 | 26°08′25″N 50°30′11″E |          |
| 1542-002 | A'ali East Burial Mound Field                   | bene: 59,38                         | 26°08′59″N 50°30′46″E |          |
| 1542-003 | A'ali West Burial Mound Field                   | bene: 22,14                         | 26°08′46″N 50°30′28″E |          |
| 1542-004 | Royal Mound 1                                   | bene: 0,12                          | 26°09′34″N 50°30′50″E |          |
| 1542-005 | Royal Mound 2                                   | bene: 0,13                          | 26°09′36″N 50°30′54″E |          |
| 1542-006 | Royal Mound 3                                   | bene: 0,04                          | 26°09′32″N 50°30′51″E |          |
| 1542-007 | Royal Mound 4                                   | bene: 0,11                          | 26°09′33″N 50°30′53″E |          |
| 1542-008 | Royal Mound 5                                   | bene: 0,16                          | 26°09′30″N 50°30′52″E |          |
| 1542-009 | Royal Mound 6                                   | bene: 0,13                          | 26°09′31″N 50°30′55″E |          |
| 1542-010 | Royal Mound 7                                   | bene: 0,06                          | 26°09′37″N 50°30′58″E |          |
| 1542-011 | Royal Mound 8                                   | bene: 0,12                          | 26°09′38″N 50°31′01″E |          |
| 1542-012 | Royal Mound 9                                   | bene: 0,08                          | 26°09′32″N 50°31′00″E |          |
| 1542-013 | Royal Mound 10                                  | bene: 0,12                          | 26°09′36″N 50°31′05″E |          |
| 1542-014 | Pair of Royal Mounds 11 and 12                  | bene: 0,10                          | 26°09′28″N 50°30′53″E |          |
| 1542-015 | Pair of Royal Mound 13 and 14                   | bene: 0,15                          | 26°09′27″N 50°30′54″E |          |
| 1542-016 | Royal Mound 15                                  | bene: 0,05                          | 26°09′24″N 50°30′53″E |          |
| 1542-017 | Royal Mound 16                                  | bene: 0,04                          | 26°09′23″N 50°30′53″E |          |
| 1542-018 | Royal Mound 17                                  | bene: 0,07                          | 26°09′28″N 50°31′08″E |          |
| 1542-019 | Madinat Hamad 2 Burial Mound Field (Karzakkan)  | bene: 51,7 zona cuscinetto: 95,75   | 26°07′16″N 50°29′57″E |          |
| 1542-020 | Madinat Hamad 3 Burial Mound Field (Dar Kulayb) | bene: 19,62 zona cuscinetto: 67,15  | 26°04′30″N 50°30′20″E |          |
| 1542-021 | Janabiyah                                       | bene: 1,94 zona cuscinetto: 29,08   | 26°10′49″N 50°28′24″E |          |